# آن بروشيه
ان بروشيه (بالفرنسية: Anne Brochet)‏ (و. 1966 – م) هي ممثلة من فرنسا. ولدت في أميان.

## التعليم
تعلمت في مدرسة فلوران ‏.

## قائمة الأعمال

### الأفلام
- (2010) جمع الشمل[4]

## جوائز
حصلت على جوائز منها:
- جائزة رومي شنايدر  [لغات أخرى]‏ (1991).

## وصلات خارجية
- آن بروشيه على موقع IMDb (الإنجليزية)
- آن بروشيه على موقع ألو سيني (الفرنسية)
- آن بروشيه على موقع أول موفي (الإنجليزية)
- آن بروشيه على موقع قاعدة بيانات الأفلام السويدية (السويدية)
- آن بروشيه على موقع قاعدة بيانات الفيلم (الإنجليزية)
- آن بروشيه على موقع ليتربوكسد (الإنجليزية)
- آن بروشيه على موقع كينوبويسك (الروسية)